# Elon Musk
Elon Reeve Musk(AFI [ˈiːlɒn ˈɹiːv ˈmʌsk]) (Pretoria, 28 giugno 1971) è un imprenditore e politico sudafricano con cittadinanza canadese naturalizzato statunitense.
Ricopre i ruoli di fondatore, amministratore delegato e direttore tecnico della compagnia aerospaziale SpaceX, fondatore di The Boring Company, cofondatore di Neuralink e OpenAI, amministratore delegato e product architect della multinazionale automobilistica Tesla, proprietario e presidente di X (ex Twitter). Ha inoltre proposto un sistema di trasporto superveloce conosciuto come Hyperloop One, che è stata posta in liquidazione il 21 dicembre 2023.
Tramite SpaceX gestisce Starlink, una costellazione di satelliti che ha l'obiettivo di fornire Internet ad alta velocità e bassa latenza a tutto il pianeta. Secondo Forbes, al 25 giugno 2025, con un patrimonio stimato di 412,1 miliardi di dollari, risulta essere la persona più ricca del mondo. Dal 20 gennaio al 29 maggio 2025 è stato a capo del Dipartimento dell'Efficienza Governativa statunitense..

## Biografia

### Infanzia

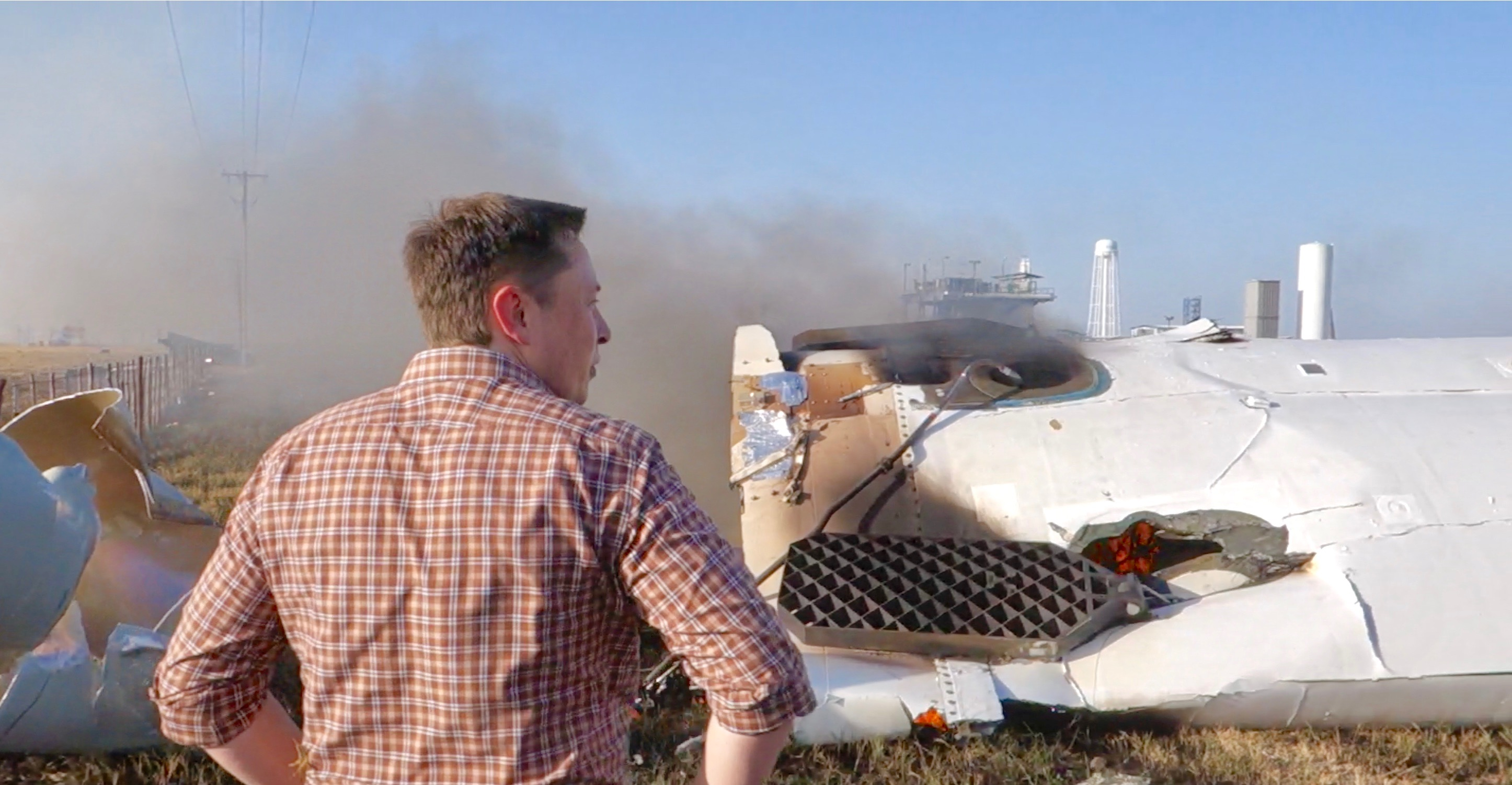
Elon Musk mentre osserva i resti del Falcon 9R nel 2014

Elon Musk è nato il 28 giugno 1971 a Pretoria, in Sudafrica Suo padre, Errol Musk, è cittadino sudafricano ma di ascendenza britannica. Ingegnere elettromeccanico, pilota e navigatore ora in pensione, è stato co-proprietario di una miniera di smeraldi in Zambia. La madre, Maye Haldeman canadese ha lavorato come dietologa e modella. Maye è figlia di Joshua Norman Haldeman (1902-1974), politico canadese che ha attirato l'attenzione della stampa mondiale negli anni 2020: nato negli USA ma emigrato giovanissimo in Canada con la famiglia, Joshua perse la casa durante la carestia degli anni 1930; divenne un attivista del movimento tecnocratico che teorizzava la sostituzione del governo canadese da parte di ingegneri non eletti, anche con l'uso della forza. Condannato dai tribunali canadesi per infedeltà alla corona britannica, Haldeman si candidò in seguito alla carica di primo ministro. Difese la pubblicazione dei Protocolli dei Savi di Sion, famoso falso storico, sostenendo che il fatto che non fossero autentici "non era il punto" perché provavano comunque il ruolo degli ebrei come élite mondiale. Per lo stesso motivo, fu un acceso sostenitore dell'apartheid Sudafricano in quanto lo vedeva come "reazione della civiltà bianca cristiana" contro la "cospirazione internazionale" ordita da "bande di neri" e dai banchieri ebrei.
Appassionato di aerei, era solito viaggiare con la moglie e le due figlie piccole in un aereo monopropulsore in tela. Si trasferì in Sudafrica nel 1949, seguendo la profezia di un medium. Una volta in Sudafrica, si appassionò alle rovine in muratura presenti nella zona e dedicò anni di ricerche nel deserto del Kalahari per trovare una città perduta, che secondo lui sarebbe stata lasciata da una misteriosa civiltà bianca ormai scomparsa. Poche settimane dopo il massacro di Sharpeville, in cui una manifestazione contro l'apartheid vide la polizia sudafricana sparare sui dimostranti, Haldeman pubblicò un volumetto di 48 pagine, intitolato The International Conspiracy to Establish a World Dictatorship and its Menace to South Africa ("La cospirazione internazionale che ambisce a creare una dittatura mondiale e la sua minaccia per il Sudafrica"). A metà degli anni 1960 pubblicò The International Conspiracy in Health ("La cospirazione internazionale nella sanità"), dove spiegava che una cospirazione internazionale, di matrice comunista, controllava le banche, i media, le università e spingeva per l'obbligo di vaccinazione, di pastorizzazione del latte e di fluorizzazione dell'acqua. Haldeman morì a 72 anni in un incidente aereo.
Elon ha un fratello, Kimbal, del 1972, e una sorella, Tosca, del 1974. Ha anche dei fratellastri e sorellastre, che sono i figli dei matrimoni successivi dei suoi genitori. I suoi genitori infatti divorziano nel 1980. Musk rimane con il padre in Sudafrica.
Ha poi affermato di aver fatto un grave errore, perché Errol si sarebbe completatamente disinteressato di lui, perfino quando subì bullismo a scuola. Musk infatti racconta di essere stato vittima di bullismo per tutta la sua infanzia, e di essere finito all'ospedale quando un gruppo di ragazzi l'ha lanciato giù da una rampa di scale per poi picchiarlo, fino a fargli perdere conoscenza. Da adulto, Elon ha poi tagliato i rapporti con il padre.
Durante l'infanzia, Musk è un grande lettore e all'età di 10 anni si appassiona alla programmazione, che impara da solo utilizzando un Commodore VIC-20; a 12 anni vende il codice da lui creato di un videogioco scritto in BASIC, chiamato Blastar, alla rivista chiamata PC and Office Technology per circa 500 US $. Una versione web del gioco esiste tuttora online. Ha studiato dapprima in scuole private, frequentando la Waterkloof House Preparatory School inglese e la Bryanston High School; si è successivamente diplomato alla Pretoria Boys High School. Sebbene il padre avesse insistito affinché andasse in college a Pretoria, Elon era determinato a trasferirsi negli Stati Uniti d'America. Come afferma: "Ricordo che pensavo e vedevo che l'America è dove sono possibili grandi cose, più di ogni altra nazione nel mondo." Sapendo che era facile arrivare negli Stati Uniti dal Canada, appena 18enne chiese di essere riconosciuto come cittadino canadese in quanto figlio di una canadese (una possibilità contemplata dalla legislazione canadese sull'immigrazione). Si trasferì quindi in Canada nel giugno del 1989.

### Università
All'età di 19 anni, Musk viene accettato alla Queen's University a Kingston, Ontario. Nel 1992, dopo 2 anni alla Queen's University, si trasferisce all'Università della Pennsylvania, dove consegue dapprima un Bachelor of Science in economia, presso la Wharton School of the University of Pennsylvania, e poi un Bachelor of Arts in fisica al College of Arts and Sciences.
Nel 1995, all'età di 24 anni, Musk si trasferisce in California per iniziare un dottorato in fisica applicata e scienza dei materiali all'Università di Stanford, ma si ritira dopo 2 giorni per inseguire le sue aspirazioni imprenditoriali nelle aree di internet, energia rinnovabile ed esplorazione dello spazio. Nel 2002, è diventato cittadino degli Stati Uniti d'America.

## Carriera

### Zip2, X.com e PayPal
Nel 1995, Elon Musk e suo fratello Kimbal fondarono Zip2, un'azienda di software web, con il denaro raccolto da un piccolo gruppo di angel investor. L'azienda sviluppava e vendeva guide cittadine online per l'industria editoriale di giornali. Musk ottenne dei contratti con The New York Times e il Chicago Tribune e convinse il consiglio di amministrazione a non pianificare un'unione con CitySearch. Mentre era in Zip2, Musk voleva diventare CEO, ma nessun membro del consiglio lo permetteva. Compaq acquisì Zip2 per 307 milioni di $ in denaro e 34 milioni in stock option nel febbraio del 1999. Dalla vendita Musk ricevette 22 milioni di $ per la sua parte del 7%.
Nel marzo 1999 Musk investe il ricavato della vendita di Zip2 a Compaq per co-fondare X.com, una compagnia di servizi finanziari online e di pagamenti via e-mail. Un anno dopo, la compagnia si fonde con Confinity, dando origine a PayPal. Quando questa viene acquistata da eBay nel 2002 per 1,5 miliardi di dollari, Elon Musk diventa uno degli imprenditori più conosciuti al mondo.

### SpaceX

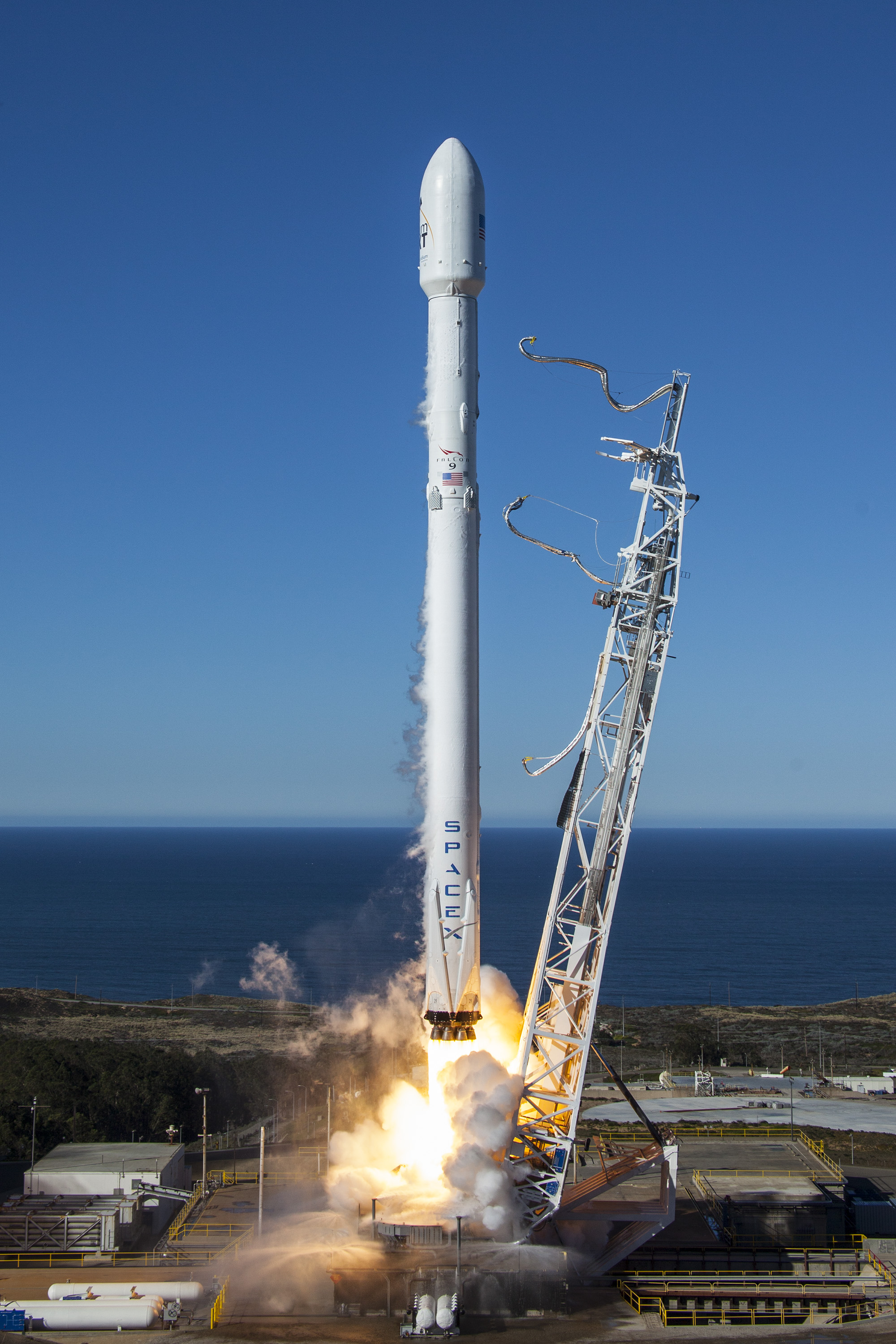
Decollo del Falcon 9

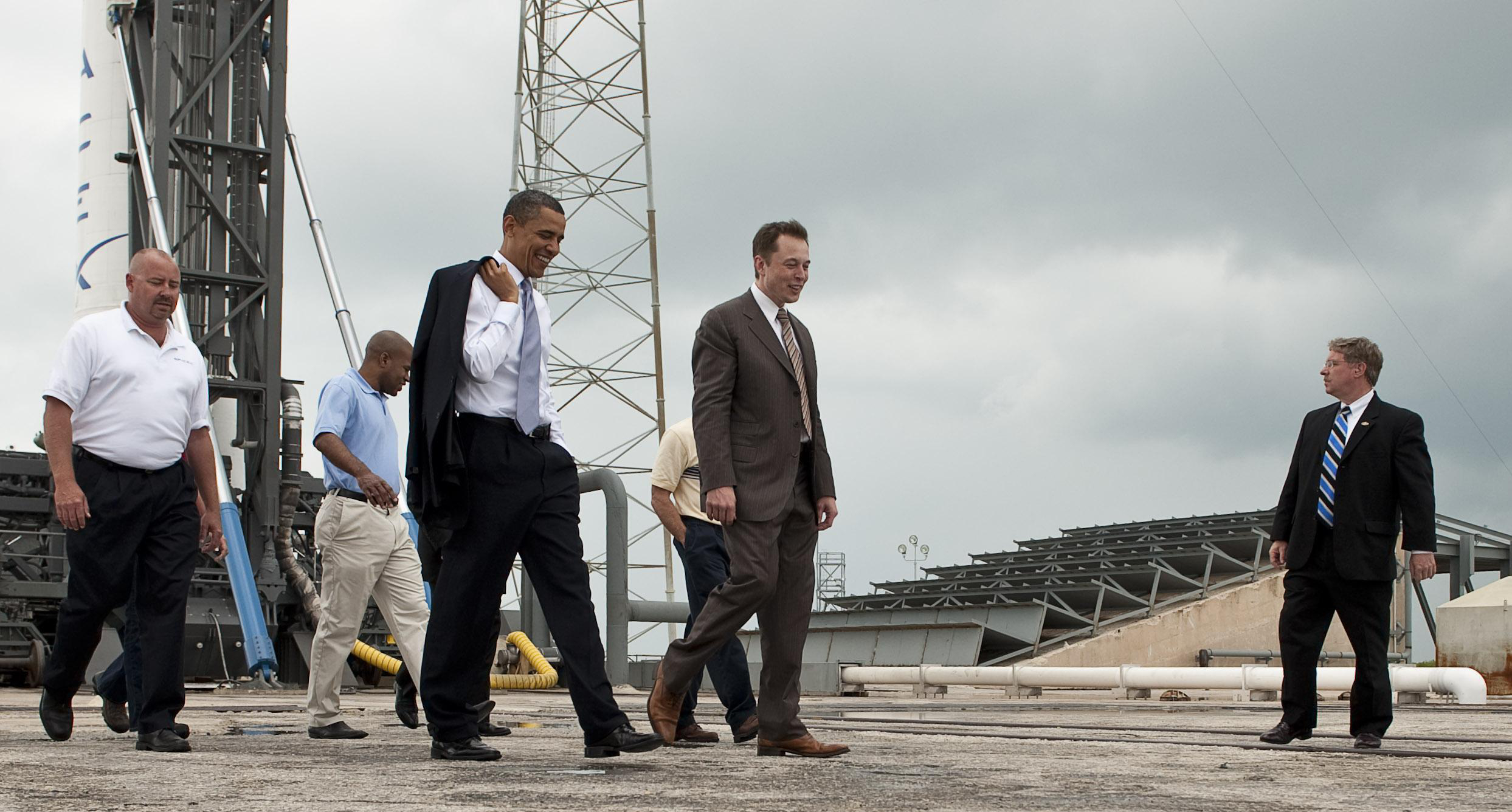
Elon Musk con il presidente Barack Obama alla rampa di lancio del Falcon 9, Cape Canaveral Air Force Station, 2010

Nel giugno 2002 Musk fonda la sua terza compagnia: Space Exploration Technologies Corporation, nota come SpaceX, di cui è CEO e CTO.
Fin dal primo giorno, l'obiettivo di SpaceX è quello di sviluppare un'architettura per il trasporto interplanetario di massa completamente riutilizzabile. Lo sviluppo di tale architettura, chiamata inizialmente BFR, è iniziato internamente nel 2014, venendo presentato pubblicamente al Congresso astronautico internazionale del 2016. Attualmente l'architettura è in sviluppo, con diversi prototipi di base già all'attivo, sotto il nome di Starship, presso Boca Chica Village in Texas, sito dove SpaceX sta costruendo le infrastrutture necessarie per produrre, testare e lanciare il veicolo.
SpaceX non è solo impegnata nello sviluppo interno dell'architettura Starship, ma si occupa anche del rifornimento della Stazione Spaziale Internazionale per conto della NASA (programma CRS) tramite il lanciatore Falcon 9 e la capsula Dragon, nonché del lancio di satelliti per conto di privati, tramite Falcon 9 e Falcon Heavy.

### Tesla

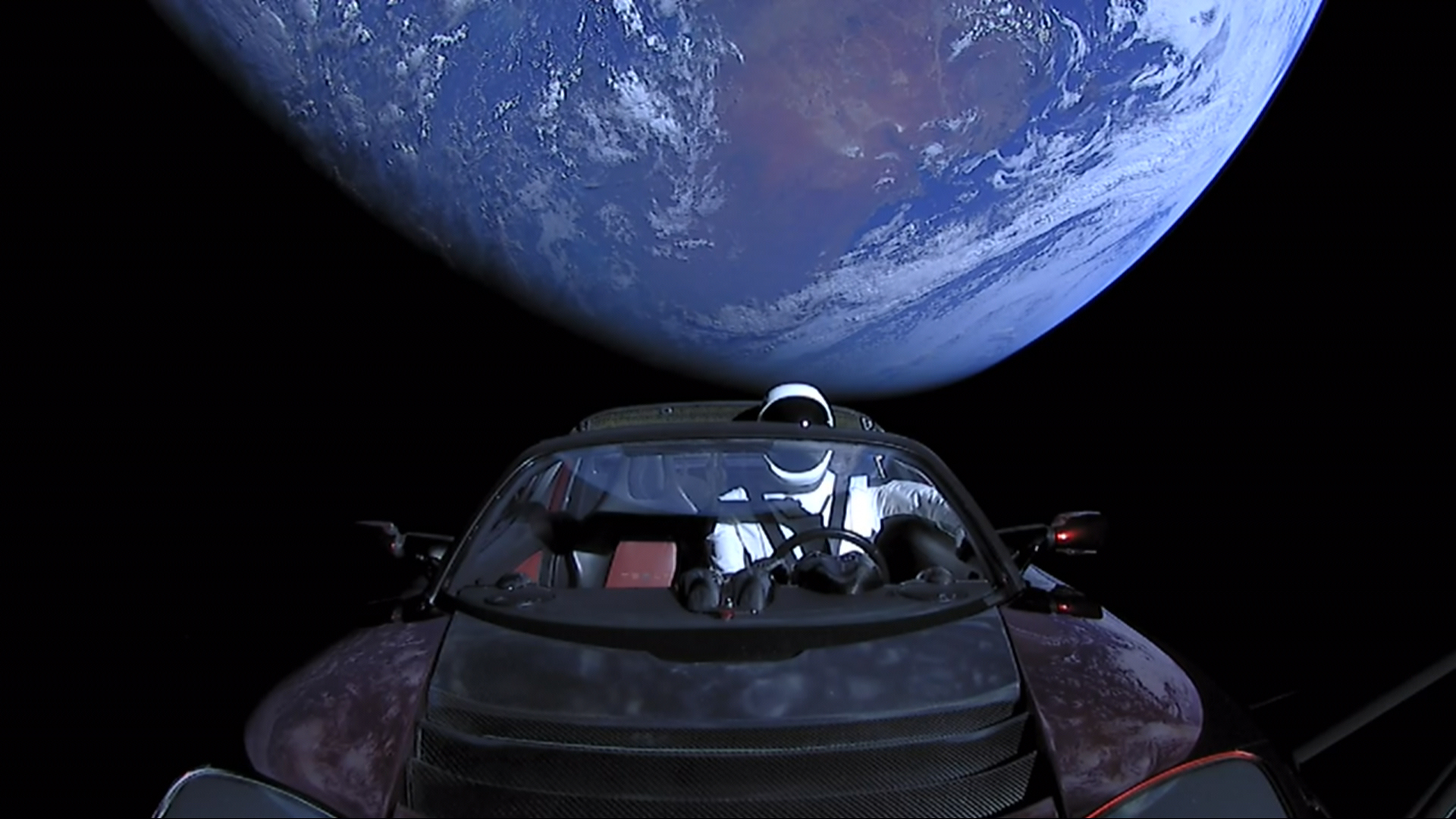
Una Tesla Roadster portata nello spazio con il volo inaugurale del Falcon Heavy

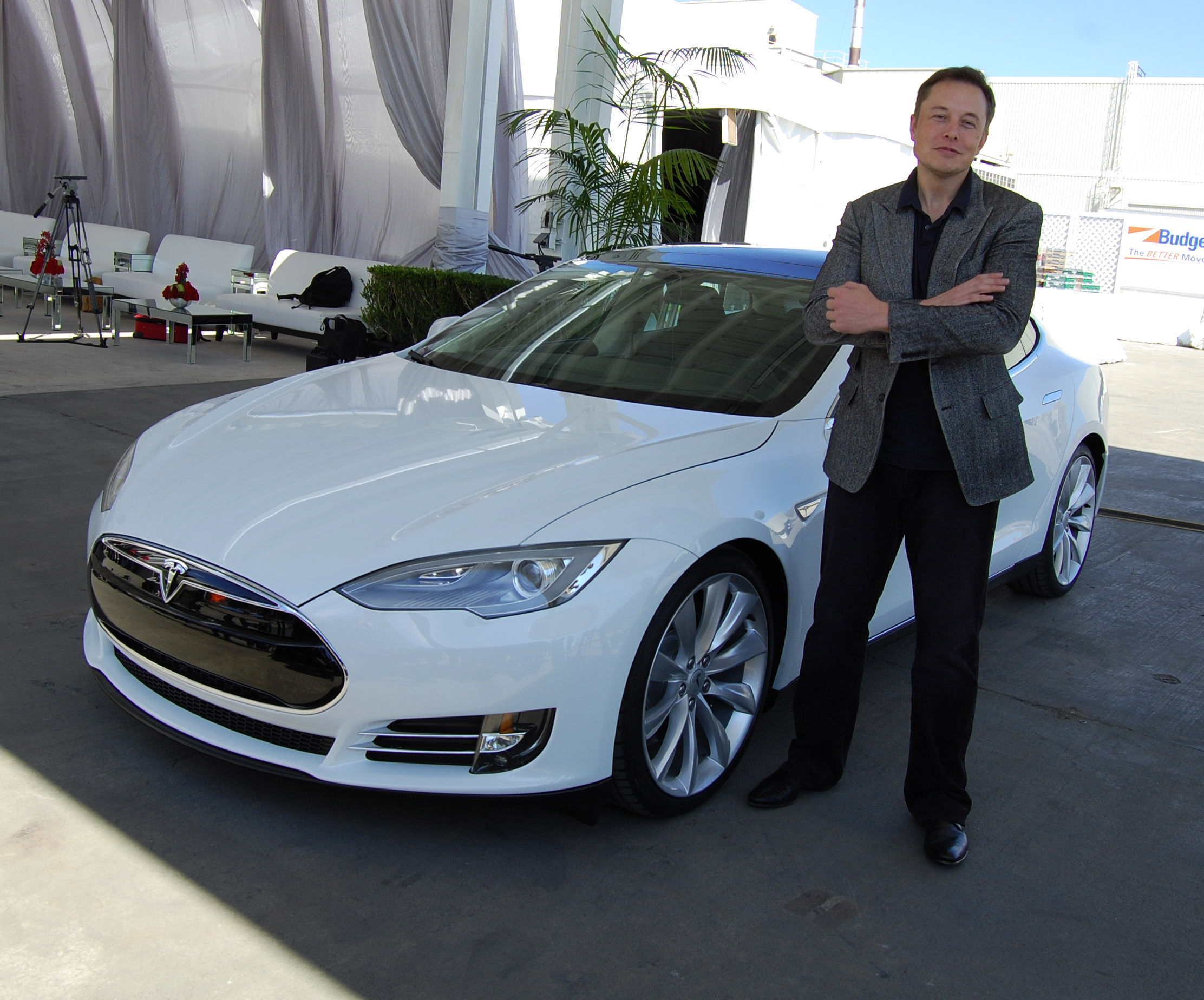
Elon Musk nel 2011, accanto ad una vettura Tesla, nella fabbrica a Fremont, in California

Nel 2004 entra a far parte di Tesla, una multinazionale produttrice di veicoli elettrici e di pannelli solari, che diventa presto la sua attività più importante, di cui è tuttora CEO e product architect.
La missione di Tesla è accelerare la transizione del mondo verso energie sostenibili tramite la produzione ed il consumo delle stesse attraverso energie rinnovabili e veicoli elettrici, rispettivamente.
Il suo interesse verso i veicoli elettrici è radicato da ben prima della fondazione di Tesla. Tutto ebbe inizio quando Musk assunse come amministratore delegato Martin Eberhard, fornendo praticamente tutto il capitale per le prime due raccolte fondi della società e divenendone, fin dall'inizio, azionista di maggioranza. A causa della crisi finanziaria del 2008, con conseguenti licenziamenti nell'azienda Tesla, Musk fu costretto ad assumere anche la carica di amministratore delegato.
La prima automobile elettrica a essere stata costruita da Tesla, all'epoca Tesla Motors, è stata la Tesla Roadster, un modello sportivo. La Tesla Roadster è stata commercializzata in 31 paesi, per un totale di 2 500 esemplari venduti. Tesla ha poi iniziato le consegne della berlina a quattro porte Model S il 22 giugno 2012 dopo aver svelato, il 9 febbraio 2012, il terzo prodotto dell'azienda: la Tesla Model X. La Model X si presenta come un SUV e la sua commercializzazione è iniziata a settembre del 2015, dopo numerosi rinvii dovuti a problemi tecnici.
Il 31 marzo 2016 è stata presentata la berlina Tesla Model 3. Si tratta del primo modello della casa che aspira a un pubblico più vasto, visto il prezzo base annunciato di 35000 $ (tasse escluse). L'avvio della produzione a luglio 2017 è stato sancito da Musk con la frase, rivolta ai dipendenti di Tesla, "Welcome to production hell" (Benvenuti all'inferno della produzione), riferendosi allo stress sulla compagnia che la produzione della Model 3 avrebbe portato, essendo la prima Tesla prodotta su larga scala. Inizialmente la produzione ha visto numerosi ritardi, che hanno portato a una crescente attenzione dei media sul numero di Model 3 prodotte. A luglio 2018 Tesla ha raggiunto l'obiettivo auto-imposto di 5000 Tesla Model 3 prodotte alla settimana, un primo segnale positivo circa la risoluzione dei problemi produttivi. Nel 2020 entra in produzione la Tesla Model Y, un SUV di design derivato dalla Model 3.
Nel dicembre del 2017 Tesla svela al pubblico il Tesla Semi, un camion elettrico. Durante la stessa presentazione viene svelata al pubblico la nuova Tesla Roadster.
Il Tesla Semi è entrato in produzione pilota nel quarto trimestre del 2022.
Nel 2022, Elon Musk ha presentato due prototipi del robot umanoide Optimus alla conferenza annuale di Tesla sull'intelligenza artificiale.

### SolarCity
Nel 2006 ispirò la creazione di SolarCity, una compagnia specializzata in prodotti e servizi legati al fotovoltaico che diventò successivamente sussidiaria di Tesla. Oltre ad essere l'investitore principale, Elon Musk opera come presidente del consiglio di amministrazione di SolarCity.
L'amministratore delegato nonché cofondatore di questa impresa è il cugino di Musk, Lyndon Rive. Così come per Tesla, il motivo di fondo che ha spinto Musk a finanziare questa compagnia è la lotta al riscaldamento globale. SolarCity è cresciuta molto negli ultimi anni grazie a diversi finanziamenti da aziende private e il continuo sviluppo del solare. La compagnia è stata successivamente assorbita da Tesla verso la fine del 2016.

### Hyperloop
Hyperloop è un sistema futuristico di trasporto ad alta velocità ideato da Elon Musk. Secondo Musk esso rappresenterebbe una "quinta modalità" di trasporto, alternativa a navi, aerei, automobili e treni, aggiungendo che "potrebbe rivoluzionare i viaggi".
Musk e un piccolo gruppo di ingegneri di Tesla e SpaceX hanno pubblicato un progetto preliminare ad agosto 2013. Il progetto "Alpha" richiede una capsula che dovrebbe essere posizionata su un cuscino d'aria forzata attraverso molteplici aperture sul fondo della capsula. Il progetto propone "una combinazione di mezzi attivi e passivi per ridurre gli effetti negativi della resistenza dell'aria". Secondo tale progetto un Hyperloop potrebbe consentire di collegare Los Angeles e San Francisco in 35 minuti. La proposta "Alpha" verrebbe a costare 6 miliardi di dollari, mentre una versione che permette il trasporto di passeggeri e auto costerebbe 7,5 miliardi di dollari.
Il primo test pubblico è stato effettuato nel maggio 2016 nel deserto del Nevada. Un piccolo vettore della lunghezza di 3 metri è stato lanciato sui binari per circa 2 secondi, raggiungendo la velocità di 187 km/h ed andandosi a fermare contro un cumulo di sabbia.
Come idea, è stata più volte criticata da alcuni esperti di urbanizzazione e di trasporti, in quanto, secondo molti, sarebbe più economico, efficiente ed ecologico usare gli stessi spazi e fondi per costruire un sistema ferroviario tradizionale.
Attualmente il progetto è portato avanti da diverse aziende, tra cui Virgin Hyperloop, non collegate direttamente a Elon Musk. Il coinvolgimento attuale di quest'ultimo nel progetto è rimasto nell'organizzazione di competizioni studentesche in scala ridotta note come Hyperloop Pod Competition svoltesi annualmente dal 2015 al 2019 nei pressi della sede di SpaceX e del centro design di Tesla ad Hawthorne, California.

### OpenAI

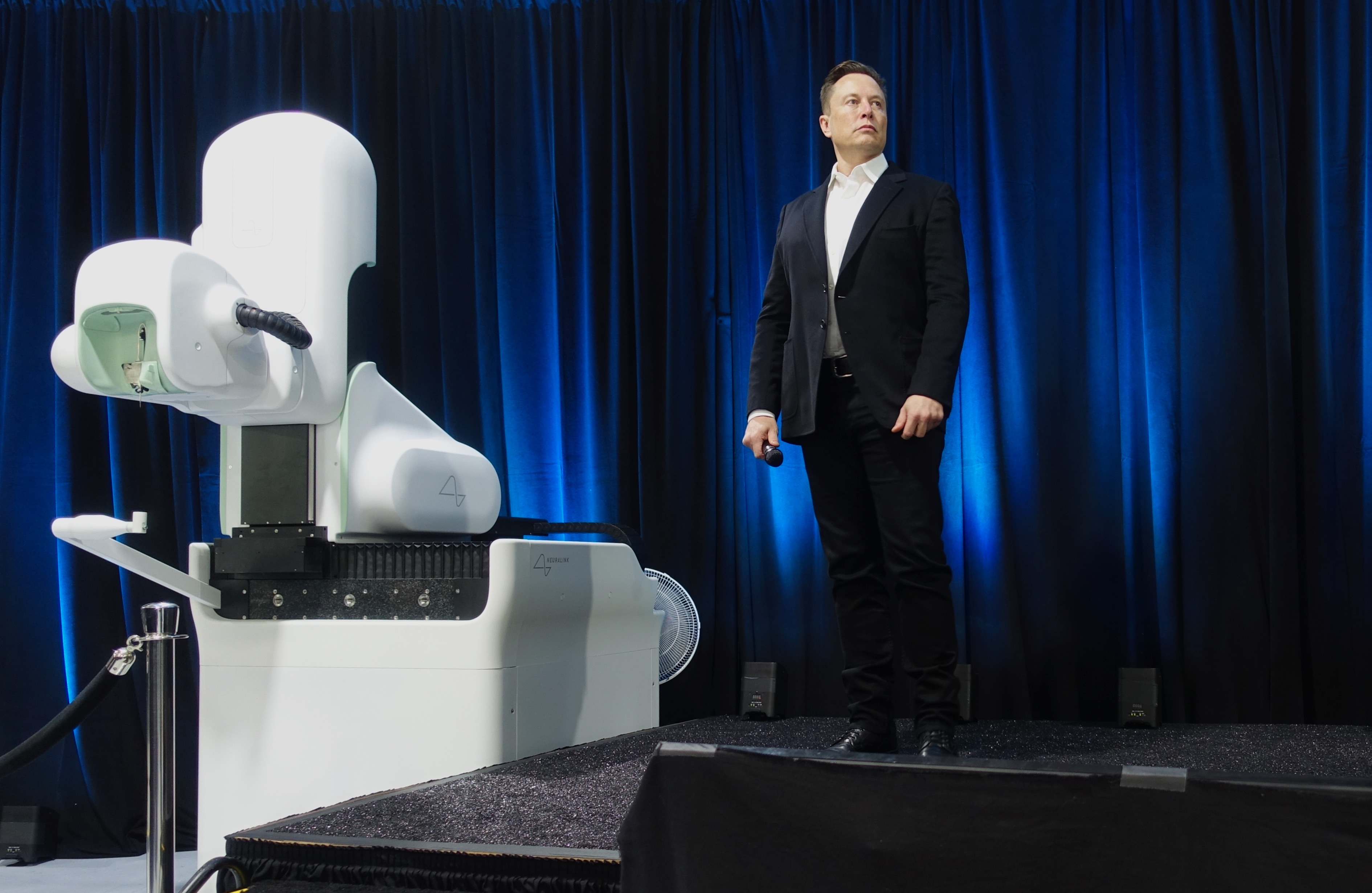
Elon Musk alla presentazione di un robot Neuralink

Nel dicembre del 2015, Elon Musk ha annunciato la fondazione di OpenAI, una compagnia di ricerca dell'intelligenza artificiale (AI: artificial intelligence) OpenAI mira allo sviluppo di un'intelligenza artificiale forte in modo che sia sicura e benefica per l'umanità.
Rendendo accessibile le AI a tutti, OpenAI intende "contrastare le grandi aziende che possono guadagnare troppo potere attraverso il possesso di sistemi super-intelligenti dedicati agli utili, così come i governi che possono utilizzare le AI per ottenere il potere, ma anche per opprimere i loro cittadini". Nel febbraio 2018, Musk ha lasciato la presidenza della società per evitare conflitti d'interesse con il suo ruolo presso Tesla, pur rimanendo un donatore.

### Neuralink
Nel luglio 2016 Musk ha cofondato Neuralink, una startup di neurotecnologie incentrata sullo sviluppo di interfacce neurali, per collegare il cervello umano con l'intelligenza artificiale. La compagnia, che è ancora nelle prime fasi di sviluppo, è incentrata sulla creazione di interfacce neurali che possano essere impiantate nel cervello umano. Questi dispositivi potrebbero migliorare la memoria o consentire l'interfacciamento più diretto con i dispositivi informatici.
Musk ha annunciato che Neuralink ha installato il suo primo chip, chiamato Telepathy, nel cervello di un essere umano il 28 gennaio 2024.

### The Boring Company

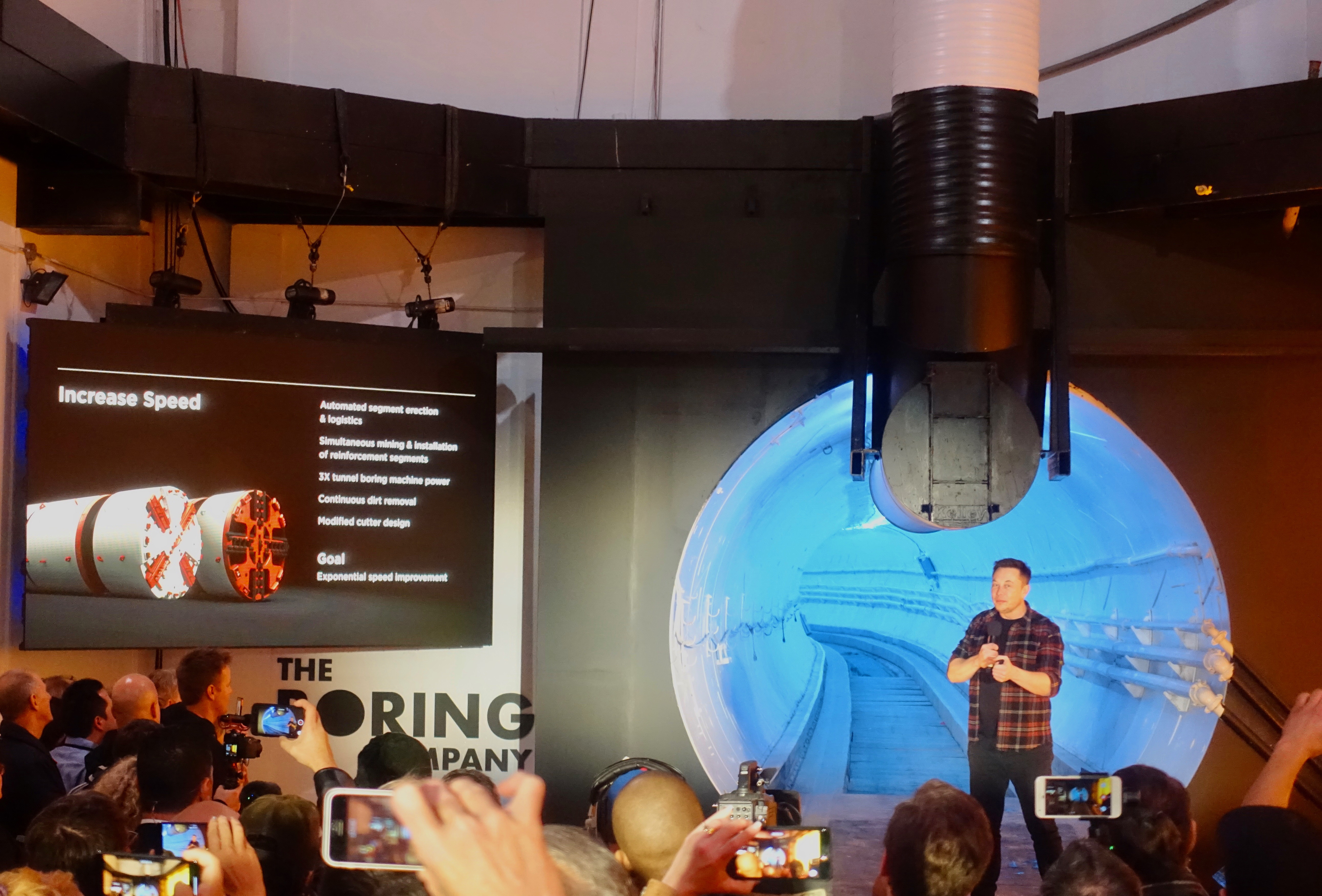
Elon Musk alla presentazione del tunnel di prova ad Hawthorne, California il 18 dicembre 2018

Nel 2016 Musk ha fondato The Boring Company, un'azienda di infrastrutture per creare una rete di tunnel sotterranei, con lo scopo dichiarato di ridurre il traffico. L'azienda ha costruito un tunnel di prova ad Hawthorne ed uno in operazione presso il Convention Center di Las Vegas con piani di espansione lungo il Las Vegas Strip, progetto noto con il nome di Vegas Loop. Nuovi progetti sono attesi a Fort Lauderdale, Miami e San Antonio.
Dal 2021 l'azienda propone una competizione annuale per gruppi studenteschi e amatoriali nota come Not-A-Boring-Competition.

### X (ex Twitter)
Il 5 aprile 2022 diventa il maggior azionista di Twitter, dopo aver acquisito il 9,2% delle sue azioni per un valore di circa 3 miliardi, diventando membro del CdA. Venti giorni dopo, invece, viene definito l'accordo per l'acquisizione dell'intera società per l'ammontare di 44 miliardi di dollari circa.
L'offerta è stata successivamente ritirata da Musk, che ha accusato Twitter di aver dichiarato una percentuale di account falsi ben al di sotto di quella reale, violando così gli accordi.
Nonostante ciò, il 28 ottobre 2022 torna sui suoi passi, concludendo l'acquisizione e trasformando la società in una azienda privata di proprietà della X Holdings; in seguito alla conclusione dell’acquisto, Musk licenzia la maggior parte del personale, tra cui importanti manager.
Il 16 dicembre 2022 Twitter ha bloccato i profili di diversi giornalisti, che avevano dato informazioni sui suoi spostamenti aerei. Per tale ragione, è stato criticato di voler limitare la libertà di stampa e la Commissione europea ha annunciato l'assunzione di sanzioni nei confronti del social network per la violazione del Regolamento (UE) 2022/2065 sul mercato unico dei servizi digitali, per il mancato rispetto della libertà dei media e dei diritti fondamentali.

### xAI
Il 3 novembre 2023 annuncia il debutto a partire dal giorno dopo di xAI, la sua società dedicata allo sviluppo dell'intelligenza artificiale generativa.

### Department of Government Efficiency
Il 20 gennaio 2025 è stato nominato da Donald Trump a capo del Department of Government Efficiency (DOGE), nato per tagliare la spesa federale, consolidare il numero di dipartimenti federali, ed eliminare il Consumer Financial Protection Bureau. Con la firma dell'ordine esecutivo di creazione del dipartimento Musk è stato designato come "dipendente governativo speciale".

## Riconoscimenti

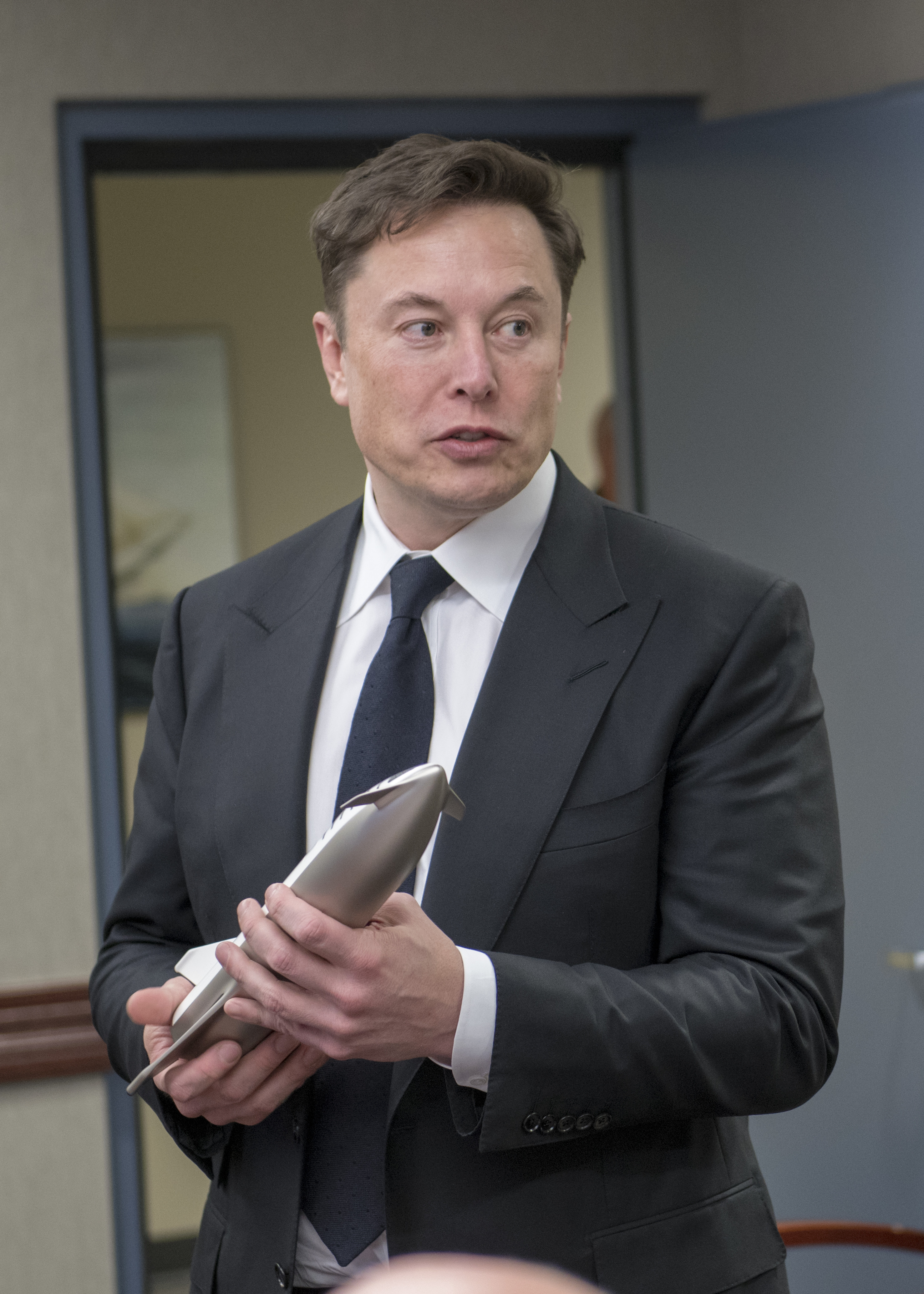
Elon Musk con un modello di Starship

L'istituto americano aero/astronautico (American Institute of Aeronautics and Astronautics) lo ha insignito del premio George M. Low Space Transportation Award per il "contributo più rilevante nello sviluppo di sistemi di trasporto spaziale commerciale, usando innovativi approcci a basso prezzo". È stato riconosciuto Living Legend in Aviation (Leggenda vivente dell'aviazione) dalla Kitty Hawk Foundation nel 2010 per aver creato il successore dello Space Shuttle (Falcon 9 e capsula Dragon). Tra le altre personalità insignite di questa onorificenza si annoverano Buzz Aldrin e Richard Branson.
Ha vinto il prestigioso Werner Von Braun Award (in italiano: Premio Werner Von Braun) della National Space Society (Società spaziale nazionale) nel 2008-2009. Nel giugno 2011 Musk ha vinto i 500 000 dollari dell'Heinlein Prize for Advances in Space Commercialization (Premio Heinlein per avanzamenti nella commercializzazione spaziale). Nel febbraio 2011 la rivista di economia e finanza Forbes ha nominato Musk come uno degli "Amministratori delegati più potenti d'America con meno di 40 anni".
La rivista Esquire lo ha nominato come una delle 75 persone più influenti del XXI secolo. Nel 2010 Musk è stato eletto nel consiglio di amministrazione dell'Università di Pasadena: California Institute of Technology. In un sondaggio della Space Foundation del 2010 Musk è stato classificato come il decimo (a pari merito con Wernher von Braun, lo scienziato iniziatore dell'astronautica moderna) eroe spaziale più popolare.
Nel 2021 viene nominato Persona dell'anno dalla rivista Time.

## Posizioni politiche
Nel 2004 ha partecipato al Burning Man Festival: è lì, secondo le sue dichiarazioni, che ha avuto l'idea di SolarCity.

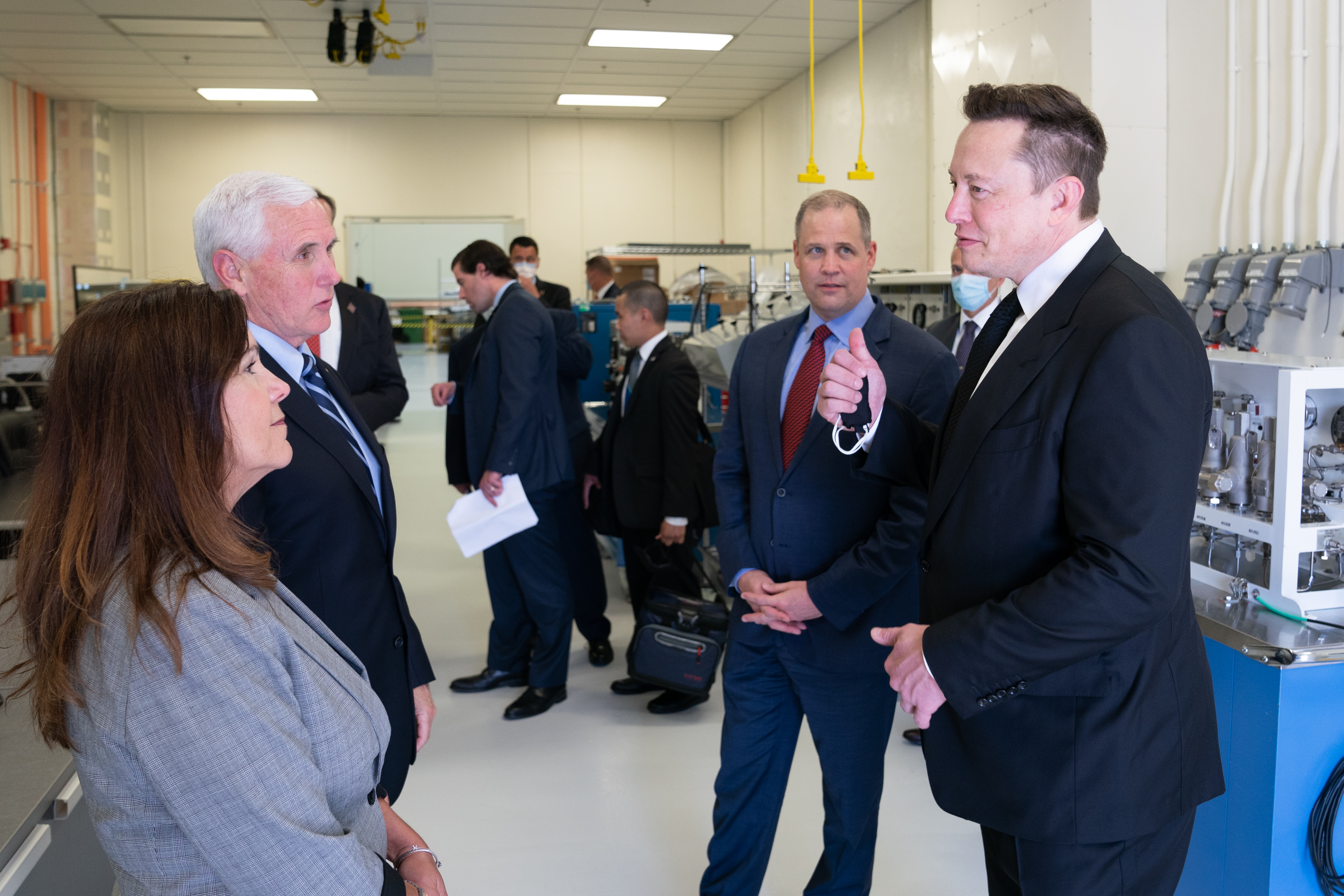
Elon Musk con il vicepresidente Mike Pence al John F. Kennedy Space Center nel 2020, poco prima del lancio dello SpaceX Crew Dragon Demo 2.

Nel 2014 si è auto-definito come "metà democratico, metà repubblicano", affermando di essere progressista sulle tematiche sociali e conservatore in materia fiscale. Nel 2018 ha affermato in un tweet di essere politicamente indipendente e moderato. Nonostante in passato abbia finanziato le campagne elettorali del candidato alla rielezione presidenziale George W. Bush e del senatore repubblicano Marco Rubio, nel 2015 Musk risultava uno dei maggiori contributori del Partito Democratico. Musk ha affermato che finanziare i partiti politici è uno dei requisiti per avere voce in capitolo nell'agenda governativa. Convintamente ambientalista, Musk è stato duramente critico nei confronti dell'allora presidente Donald Trump, soprattutto in relazione alle posizioni negazioniste del cambiamento climatico del tycoon. Nel giugno 2017, in seguito al ritiro degli Stati Uniti dall'accordo di Parigi sul clima, Musk si è polemicamente dimesso dai consigli consultivi di imprenditori creati dall'amministrazione Trump.
Alle primarie democratiche del 2020 ha sostenuto la candidatura di Andrew Yang e ha espresso supporto per la proposta di introdurre un reddito di base; ha inoltre sostenuto la candidatura presidenziale da indipendente del rapper Kanye West. Nel settembre 2021, il governatore del Texas Greg Abbott ha sostenuto che Musk supportasse le politiche sociali adottate in Texas, in particolare le restrittive leggi sull'aborto; Musk ha risposto a tali affermazioni, smentendo il governatore e affermando che: "il governo dovrebbe imporre il meno possibile la propria volontà sulla gente e, se proprio è necessario che lo faccia, dovrebbe aspirare a massimizzare la felicità collettiva. Detto questo, preferirei restare fuori dalla politica". Musk si è espresso contro la proposta di aumentare le tasse sui miliardari, criticando il senatore democratico Ron Wyden, uno dei proponenti della riforma.
Nel luglio 2020, Musk ha postato su Twitter il messaggio "Pronouns suck", generando numerosi commenti negativi, tra cui quello della sua allora compagna Grimes. Diversi attivisti per i diritti LGBTQ+ hanno definito il tweet come transfobico. Nel dicembre 2020 Musk ha nuovamente criticato l'uso dei pronomi personali sui social per definire la propria identità di genere. La Human Rights Campaign ha criticato le esternazioni di Musk e lo ha invitato a scusarsi.

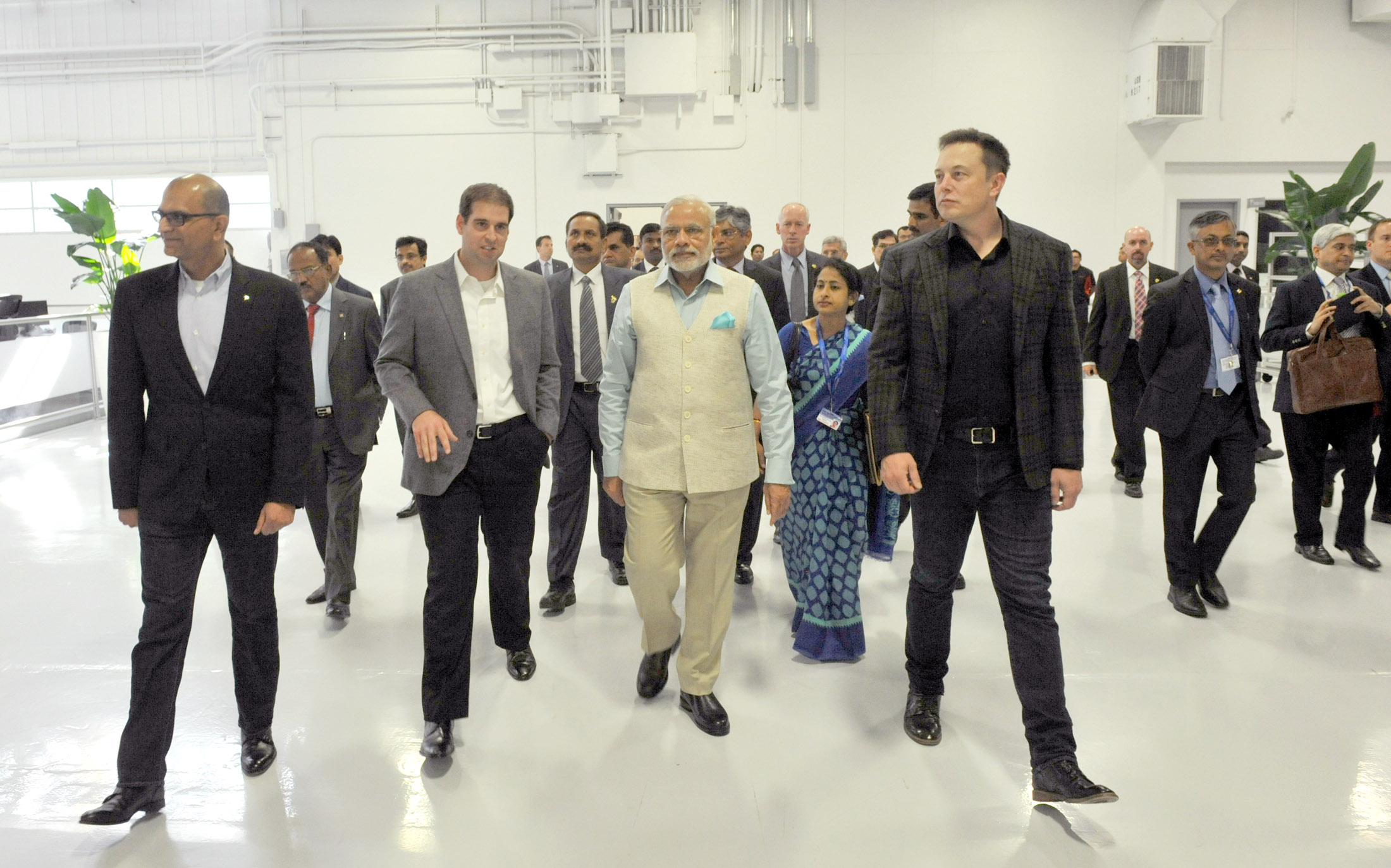
Elon Musk con il primo ministro indiano Narendra Modi nel 2015.

Musk ha affermato diverse volte che, secondo lui, il governo americano non dovrebbe erogare sussidi alle grandi aziende, sostenendo invece la maggiore utilità di una carbon tax per favorire la transizione ecologica. Le sue posizioni sono state ritenute "ipocrite" da numerosi critici, in quanto le sue aziende hanno largamente beneficiato di sussidi statali. Inoltre, Tesla ha guadagnato rilevanti somme dal sistema di crediti e agevolazioni per i mezzi non inquinanti, in vigore a livello sia statale in California che federale in tutti gli Stati Uniti, che ha fortemente incoraggiato l'acquisto di veicoli elettrici da parte dei consumatori. Inoltre, una porzione rilevanti dei guadagni di Tesla provengono dai crediti di carbonio garantiti all'azienda dall'Unione europea e dalla Cina.
Nel novembre 2021 Musk ha deriso il senatore Bernie Sanders su Twitter. Sanders aveva postato un messaggio in cui affermava l'esigenza di chiedere ai più ricchi di pagare la giusta quota di tasse. Musk ha risposto al tweet con "continuo a dimenticarmi del fatto che tu sia ancora vivo".
Nel dicembre 2021, in un'intervista per il sito satirico The Babylon Bee, Musk ha lamentato come per lui fosse difficile raggiungere i suoi obiettivi produttivi in California. Musk ha venduto il 10% delle sue azioni di Tesla e ha delocalizzato l'azienda dalla California al Texas per sfuggire alla tassazione californiana. Musk ha affermato che "la California era la terra delle opportunità, e ora è diventata la terra dell'ipertassazione e dell'iperregolamentazione". Nella stessa intervista ha criticato l'ideologia woke, definendola "divisiva, escludente e odiosa. Offre alle persone cattive uno scudo per essere meschine e crudeli, mascherate dietro una falsa virtù".
Sul fronte della crisi Russia-Ucraina del 2022, Musk ha annunciato misure per supportare la resistenza ucraina, tra cui permetterle gratuitamente l'accesso al sistema di satelliti Starlink per garantire la connessione internet anche nel pieno del conflitto. Per queste iniziative, il presidente ucraino Volodymyr Zelens'kyj ha pubblicamente ringraziato Musk. Nonostante le richieste di diversi governi a Starlink di bloccare l'accesso ai siti di informazione russi in risposta all'invasione, Musk ha affermato di essere un "assolutista della libertà di parola" e di non voler bloccare i siti russi "a meno che non mi puntino contro una pistola".
Nel maggio 2022 ha affermato in un tweet di aver intenzione di votare per il Partito Repubblicano alle elezioni legislative, sostenendo che, nonostante egli avesse sostenuto in passato il Partito Democratico, quest'ultimo sia diventato il "partito delle divisioni e dell'odio".
Nel gennaio 2023 ha appoggiato la candidatura a Speaker della Camera del repubblicano Kevin McCarthy.
Nonostante in anni precedenti Musk avesse criticato apertamente Trump, dal periodo in cui acquistò Twitter nel 2023 in poi affievolì le critiche all'ex presidente. Espresse spesso opinioni simili a quelle di Trump in merito della libertà d'espressione, la censura, le critiche ai media, la persecuzione legale, l'opposizione all'immigrazione e l'accesa critica all'ideologia woke. In seguito all'attentato nei suoi confronti consumatosi nel luglio del 2024 in cui Trump rimase ferito, Musk espresse il pieno supporto per la sua candidatura alle elezioni di novembre, twittando: "Appoggio pienamente il presidente Trump e spero in una sua rapida guarigione". Musk ha fatto una donazione di 289 mila dollari ad agosto e di 75 milioni a luglio al Comitato Nazionale Repubblicano per supportare la candidatura di Donald Trump. Il 5 ottobre affianca Trump ad un comizio elettorale a Butler, Pennsylvania a distanza di tre mesi dall'attentato al candidato presidente tenendo un discorso a sostegno della sua rielezione.
In ambito europeo ha dato il suo endorsement al partito di estrema destra tedesco AfD, alla Lega e a Fratelli D'Italia in Italia e in Romania ha sostienuto il candidato presidenziale filo-putiniano Calin Georgescu, definendosi parte del movimento "MEGA", acronimo di "Make Europe Great Again", di stampo populista.
Nel dicembre 2024 Elon Musk, in risposta ad un commento sul suo social network X, ha invitato gli utenti ad interrompere le donazioni a Wikipedia, accusandola di essere diventata troppo orientata verso una "cultura woke". Già nel 2023 aveva - provocatoriamente - offerto un miliardo di dollari a Wikipedia, se avesse cambiato nome in "Dickipedia".
Il 5 luglio 2025 annuncia sul social X la nascita del suo nuovo partito, l'America Party.

## Controversie sulla pandemia di COVID-19
Musk ha ricevuto critiche sulle sue opinioni e azioni relative alla pandemia di COVID-19. Il 31 gennaio 2020 paragona alcuni aspetti della COVID-19 al comune raffreddore e afferma che "il panico da coronavirus è stupido" e "il pericolo del panico supera di gran lunga il pericolo del coronavirus, se allochiamo troppe risorse mediche per il corona, ciò avverrà a spese del trattamento di altre malattie". Musk è stato inoltre criticato per aver rilasciato affermazioni controverse sulla malattia, inclusa l'affermazione che "i bambini sono essenzialmente immuni", accompagnando un grafico in cui si mostra che nessun bambino era morto in Italia entro il 15 marzo 2020, sostenendo quindi che "sulla base delle tendenze attuali, probabilmente negli Stati Uniti si andrà vicino a zero nuovi casi entro la fine di aprile". Il 30 aprile 2020 negli Stati Uniti si registreranno 31 000 nuovi casi, per un totale di circa 1,1 milioni. Inoltre ha promosso articoli che suggerivano che le compagnie sanitarie gonfiassero i numeri dei casi COVID-19 per motivi finanziari, ha promosso un documento sui benefici della clorochina che è stato successivamente ampiamente screditato e rimosso da Google e ha ritwittato un video che chiedeva la fine immediata alle misure di distanziamento sociale.
Quando lo sceriffo della contea di Alameda ordinò la chiusura di tutte le attività non essenziali, Musk e la Tesla inizialmente rifiutarono di eseguire l'ordine, sostenendo che la produzione di veicoli e le infrastrutture energetiche sono settori critici, citando il Dipartimento della Sicurezza Nazionale degli Stati Uniti.
In seguito Musk invia numerosi tweet in opposizione ai blocchi obbligatori, come "AMERICA LIBERA ORA!", sostenendo che gli ospedali della California sarebbero "mezzi vuoti".
L'11 maggio 2020 Musk riapre la linea di produzione Fremont di Tesla in violazione dell'ordinanza della contea di Alameda. Lo stesso giorno dichiarerà: "Tesla sta riprendendo la produzione oggi contro le regole della contea di Alameda. Sarò in linea con tutti gli altri. Se qualcuno verrà arrestato, chiedo che sia solo io." Musk minaccia di spostare il quartier generale della Tesla in Texas o Nevada. La Tesla intenta una causa contro la contea di Alameda sfidando il suo blocco alla fabbrica di Fremont: la causa viene successivamente ritirata. Il dipartimento della sanità pubblica della contea di Alameda ha spiegato che stava aspettando un piano che Tesla aveva promesso di fornire l'11 maggio per illustrare come proteggere la salute dei lavoratori durante la pandemia di COVID-19. Il 2 giugno 2020 un lavoratore di Tesla risulta positivo per COVID-19 dopo la riapertura della fabbrica di Tesla a Buffalo, New York, il primo caso da quando Tesla ha riaperto le sue fabbriche statunitensi.
Tra maggio e dicembre del 2020, in una fabbrica Tesla in California, sono stati registrati 450 casi di positività alla COVID-19.

## Vita privata
Elon Musk ha un fratello, Kimbal, del 1972, oggi amministratore delegato dell'azienda di pubblicità OneRiot e proprietario dei ristoranti The Kitchen di Boulder e di Denver, Colorado. Ha una sorella, Tosca, del 1974, fondatrice della Musk Entertainment e produttrice di vari film, fra cui Thank You for Smoking. Lo stesso Musk è stato il produttore esecutivo del suo primo film, Puzzled.
Ha anche dei fratellastri che gli derivano dai precedenti matrimoni delle mogli di suo padre Errol. Dopo il divorzio da Maye Haldeman, Errol si è sposato con tale Heide Bezuidenhout, poi dopo aver divorziato anche da lei, si è fidanzato con una delle sue figlie, Jana, sorellastra di Elon, da cui ha avuto due figli.
Suo cugino Lyndon Rive è l'amministratore delegato e cofondatore di SolarCity.
Musk si è sposato due volte e ha avuto tredici figli riconosciuti, più un quattordicesimo presunto figlio.
La sua prima moglie è stata Justine Wilson, una scrittrice canadese, conosciuta quando erano entrambi studenti alla Queen's University. Musk e la Wilson si sono sposati nel 2000 e hanno avuto sei figli. Il primo, Nevada, è morto prematuramente. Hanno poi avuto due gemelli, Vivian Jenna e Griffin, e poi altri tre gemelli, Kai, Saxon e Damian. La coppia si è separata nel settembre del 2008. Vivian Jenna è nata maschio, ma ha poi fatto la transizione di genere e oggi si dichiara transgender. Oltre al nome, ha anche cambiato cognome (da "Musk" a "Wilson"), avendo rotto ogni rapporto col padre. Contemporaneamente Musk si è progressivamente avvicinato a posizioni politiche di estrema destra e alt-right, ha negato la possibilità che esistano più di due generi sessuali, ha sempre chiamato la figlia al maschile e ha pubblicamente dichiarato che per lui è un figlio morto.
Nel 2010, dopo averla frequentata per due anni, Musk si è sposato con l'attrice britannica Talulah Riley. Nel gennaio 2012 i due si sono lasciati; nel luglio 2013 si sono risposati, separandosi nuovamente nel dicembre 2014 e divorziando alla fine del 2016.
Nel frattempo, Musk ha frequentato l'attrice statunitense Amber Heard, ma i due si sono lasciati un anno più tardi.
Nel 2018 ha avuto una relazione con la cantante e musicista canadese Grimes (pseudonimo di Claire Boucher) e il 4 maggio 2020 è nato il loro primo figlio, al quale è stato dato il nome di X Æ A-12, poi cambiato in X Æ A-XII a causa delle leggi vigenti in California. Il 25 settembre 2021 la coppia ha annunciato l'intenzione di lasciarsi, ma nel dicembre 2021 è nata tramite madre surrogata la seconda figlia Exa Dark Sideræl. Il terzo, chiamato Techno Mechanicus e soprannominato Tau, non è stato annunciato, ma la coppia ha poi confermato le indiscrezioni l'11 settembre 2023.
Nel novembre 2021, qualche settimana prima della nascita della figlia Exa Dark Sideræl, Musk ha avuto altri due gemelli, Strider and Azure, da Shivon Zilis, una dirigente di una delle sue compagnie, Neuralink. La gravidanza è stata tenuta segreta. Il 28 febbraio 
Shivon ha avuto un terzo figlio, una femmina di nome 
Arcadia. A febbraio 2025 Zilis ha annunciato su X/Twitter la nascita del loro quarto figlio, Seldon Lycurgus, senza però divulgare la sua data di nascita.
Nel febbraio 2025 Ashley St. Clair, figura in vista del movimento MAGA, dichiara su X/Twitter che a settembre 2024 aveva partorito un figlio avuto da Musk. St. Clair ha presentato una richiesta al tribunale per ottenere un test di paternità e la custodia esclusiva del bambino, sostenendo che Musk non avrebbe risposto alle sue richieste di regolare la cosa privatamente.
Durante la sua conduzione del Saturday Night Live a maggio 2021 Musk ha rivelato di avere la sindrome di Asperger.

## Partecipazione a film e programmi televisivi
- In Iron Man 2 (2010), Musk incontra Tony Stark (Robert Downey Jr.) in un ristorante e parla di una sua "idea per un jet elettrico".[194]

- Appare in un cameo nel film del 2014 Transcendence come spettatore in platea durante una presentazione sull'intelligenza artificiale.

- Nel gennaio 2015, Musk fece un'apparizione come se stesso ne I Simpson nell'episodio numero 564 intitolato Il Musk che cadde sulla terra; l'episodio prendeva in giro molte delle idee di Musk.[195]

- Nel novembre 2015, Musk interpretò se stesso in un episodio di The Big Bang Theory, offrendosi volontario alla mensa dei poveri con Wolowitz.[196]

- Musk fece un'apparizione anche nel documentario ambientale del 2015 intitolato Racing Extinction, nel quale una Tesla Model S personalizzata fu ideata per proiettare immagini di specie in via d'estinzione su edifici pubblici, come l'Empire State Building.[197]

- Nel 2016, Musk interpretò se stesso nella commedia romantica Proprio lui? dove incontrò uno dei protagonisti, Ned Flemming, interpretato da Bryan Cranston, in un bar durante una festa.[198]

- Nell'ottobre 2017, Musk fu prematuramente commemorato come un pioniere nella serie Star Trek: Discovery di CBS All Access. Nell'anno 2256, il capitano Gabriel Lorca tenta di motivare uno scienziato della sua nave chiedendogli: "Come vuoi essere ricordato nella storia? Accanto ai fratelli Wright, Elon Musk, Zefram Cochrane? O come esperto di funghi fallito?"[199][200]

- Nel novembre 2017, Musk interpretò se stesso nel sesto episodio della prima stagione di Young Sheldon.

- Il 22 febbraio 2019 ha co-condotto lo show Meme Review di PewDiePie.

- Il 30 ottobre 2019 ha dato un milione di dollari al sito teamtrees.com con il messaggio "For Treebeard", diventando la persona ad aver donato di più sul sito prima di essere superato da Tobi Lutke.[201]

- Ha dato la voce al personaggio di Elon Tusk (basato su se stesso) nel terzo episodio della 4ª stagione di Rick and Morty.[202]

- Nel 2022 è stato protagonista del documentario Ritorno allo spazio, diretto dai registi Jimmy Chin e Elizabeth Chai Vasarhelyi, che racconta l'evoluzione del progetto SpaceX.

## Doppiatori italiani
Nelle versioni in italiano dei suoi lavori, Elon Musk è stato doppiato da:
- Roberto Fidecaro in Countdown: Inspiration4 Mission to Space, Ritorno allo spazio
- Alessio Cigliano in The Big Bang Theory
- Gabriele Giaffreda in Lo and Behold - Internet: il futuro è oggi
- Stefano Valli in Punto di non ritorno - Before the Flood

Da doppiatore è sostituito da:
- Massimiliano Virgilii ne I Simpson
- Oreste Baldini in Rick and Morty